# Burmannia vaupesiana
Burmannia vaupesiana är en enhjärtbladig växtart som beskrevs av Benthem och Paulus Johannes Maria Maas. Burmannia vaupesiana ingår i släktet Burmannia och familjen Burmanniaceae. Inga underarter finns listade i Catalogue of Life.